# Ermita del Calvario (Villanueva de Alcolea)

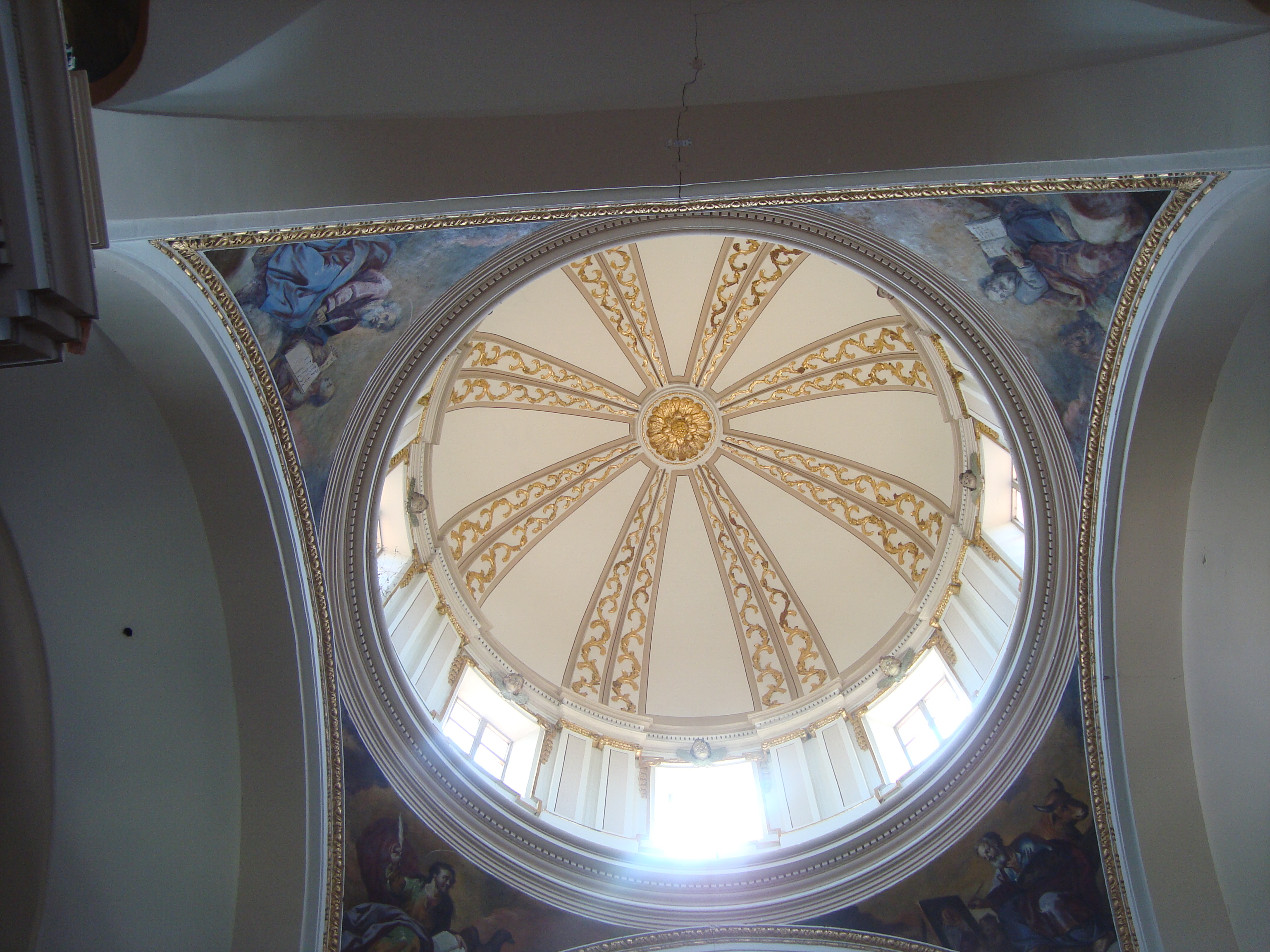
Cúpula

La ermita del Calvario, es un conjunto arquitectónico formado por la ermita y el calvario que la precede en el exterior. Situada en la calle del mismo nombre en la población de Villanueva de Alcolea, en la comarca de la Plana Alta. Se encuentra catalogada como Monumento de interés local según la Disposición Adicional Quinta de la Ley 5/2007, de 9 de febrero, de la Generalidad, de modificación de la Ley 4/1998, de 11 de junio, del Patrimonio Cultural Valenciano (DOCV Núm. 5.449 / 13/02/2007), con código 12.05.132-001 de la Generalidad Valenciana.
El conjunto se fue construyendo a caballo de los siglos XVIII y XIX por iniciativa de los Franciscanos, se trata de una zona vallada con una zona en pendiente en la que se ubica de forma escalonada las estaciones del Vía Crucis, de las cuales algunas presentan piezas de cerámica de l'Alcora y Onda, datadas del XVIII. En la parte más alta de la pendiente es donde se alza la ermita en una explanada en las que se encuentran las últimas hornacinas del Vía Crucis.

## Descripción

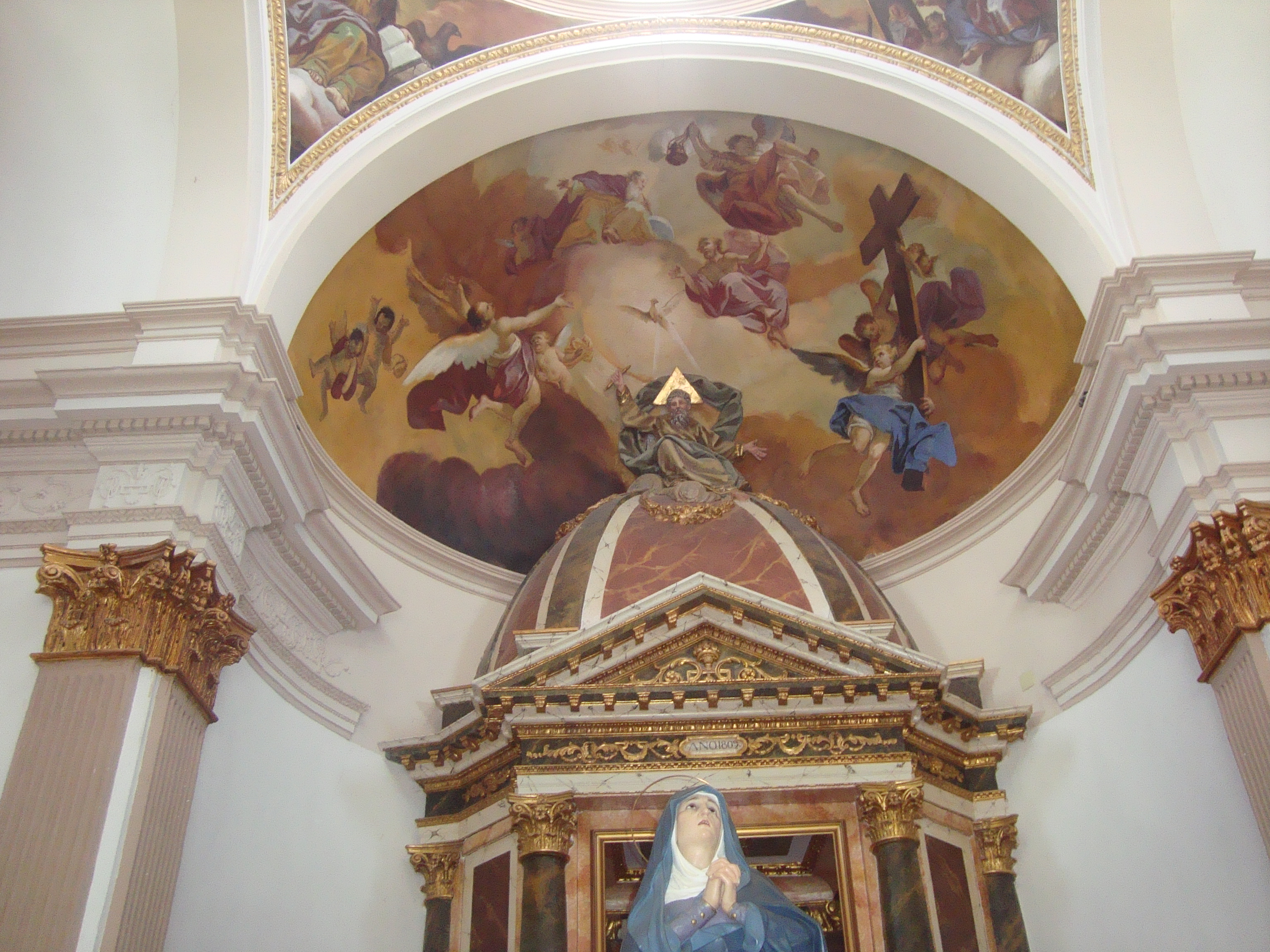
Ermita del Calvario de Villanueva de Alcolea

El edificio de la ermita, que data de 1809, es de considerables dimensiones y domina el terreno decorado con palmeras y cipreses. Puede destacarse de su exterior la cabecera poligonal de la ermita y la sacristía que se encuentra adosada, las cuales presentan cubiertas independientes. También es notable la cúpula de tejas azules, rematada en linterna, que se alza sobre un tambor octogonal. Por su parte, la fachada es de piedra y en ella la portada presenta pilastras toscanas y frontón triangular, el remate de la misma es en un hastial que hace de espadaña.
Por su parte, en el interior se puede destacar la cúpula sobre pechinas (con pinturas de los cuatro evangelistas) y la decoración pictórica con los frescos autoría de Joaquín Oliet Cruella (1775-1849), con temática religiosa, con personajes del Antiguo Testamento y el Triunfo de la Cruz en la bóveda del presbiterio.

## Fiestas
La fiesta de la ermita se celebra la última semana de agosto, con actos religiosos (una ofrenda de flores al Santo Cristo el 25 de agosto, y una misa mayor el 26) y diversos actos lúdicos. Todos dentro de los actos de las fiestas patronales en honor a San Bartolomé.